# 瀨戶燒

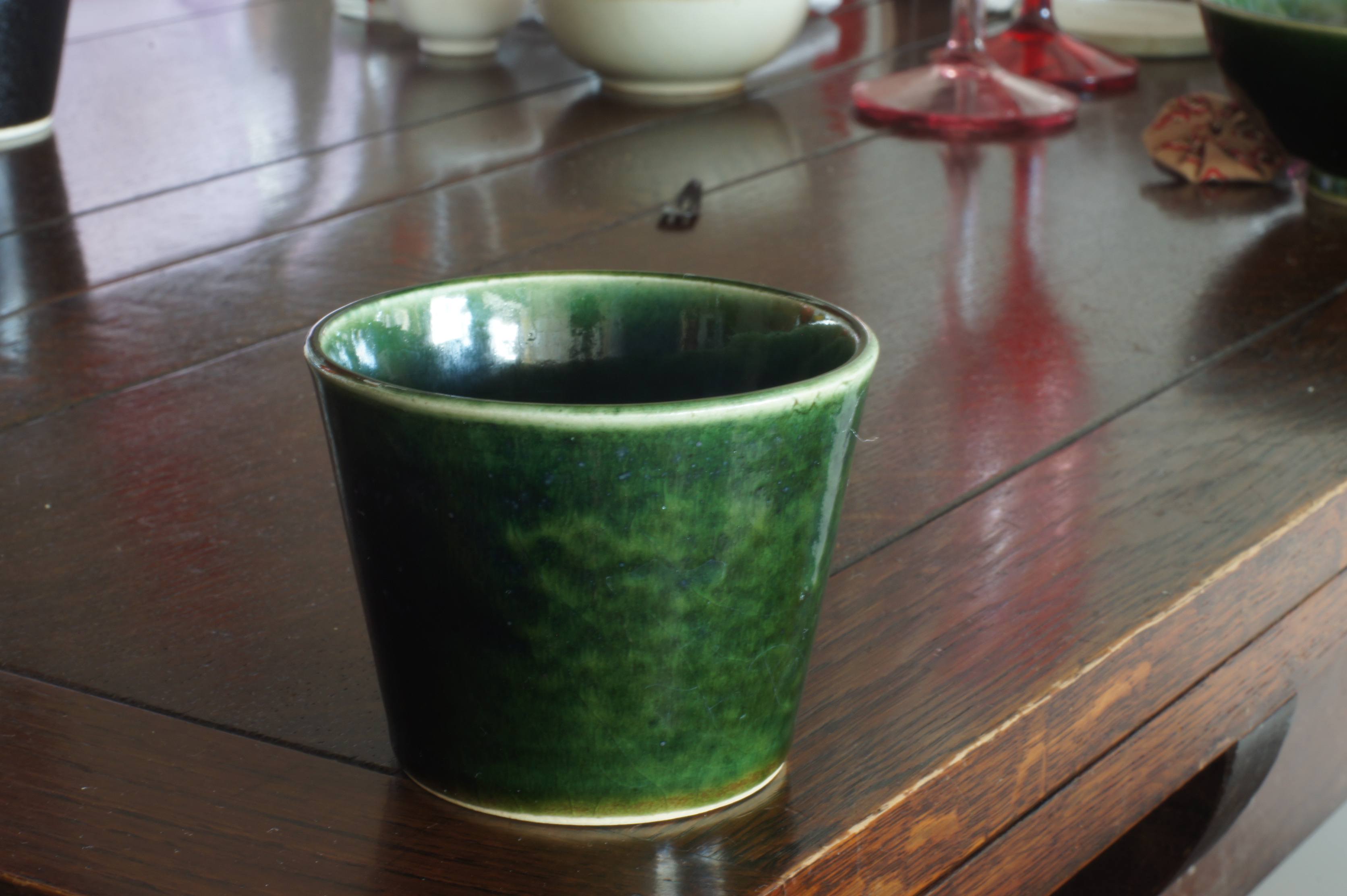
瀨戶燒（織部釉）

瀨戶燒（日语：／ Setoyaki）是愛知縣瀨戶市及其周邊生產的陶磁器之總稱。日本六古窯之一。在東日本廣泛流通，瀨戶物成為指稱陶磁器的一般名詞。

## 概略史
- 平安時代，猿投地區（尾張東部至西三河西部）有稱做猿投古窯群（日语：猿投窯）的窯業生產地。生產以灰釉製作的須惠器（日语：須恵器），作為高級食器流通。但是，平安時代末期以降，製品品質劣化，衰退。
- 鎌倉時代，傳說中的人物加藤四郎景正（日语：加藤景正）從宋傳授施釉陶器的技法，此為瀨戶燒的創始。
- 室町時代，碗、盤等日用雜器的生產增多。生產據點也逐漸轉移到美濃。
- 桃山時代，黃瀨戶・瀨戶黑・志野焼（日语：志野焼）・織部焼（日语：織部焼）等茶器伴隨茶道的隆盛大量製造，也開始製作日用雜器。
- 江戶時代，慶長15年（1610年），初代尾張藩主德川義直召回離散在東濃地方的瀨戶陶工，作為藩的御用窯加以保護，免除諸役。
- 江戶時代後期，市場逐漸被以肥前的有田為中心的伊萬里燒奪取而衰退。
- 文化年間（1804年 - 1818年），加藤民吉（日语：加藤民吉）親子傳授肥前有田的染付磁器製法，開始製造磁器之後，磁器成為主流。以降，「染付燒」（瀨戶染付）稱做「新製燒」，舊來的陶器稱做「本業燒」。

## 釉藥
- 黃瀨戶
- 瀨戶黑
- 志野
- 織部
- 鐵赤
- 灰釉

## 關連項目
- 加藤唐九郎（日语：加藤唐九郎）
- 古瀨戶樣式（日语：古瀬戸様式）
- 瀨戶市

## 外部連結
- 瀬戸焼一三〇〇年の伝統と技術 （页面存档备份，存于）
- 瀬戸焼振興協会 （页面存档备份，存于）
- 愛知県陶磁美術館 （页面存档备份，存于）